# Jim McGreevey
James Edward „Jim” McGreevey (ur. 6 sierpnia 1957 w Jersey City) – amerykański polityk i działacz Partii Demokratycznej.
Studiował prawo na Georgetown University w Waszyngtonie i na Harvardzie. W latach 1990–1992 był członkiem Zgromadzenia Stanowego New Jersey, następnie burmistrzem miasta Woodbridge (wybierany ponownie w 1995 i 1999). Jednocześnie od 1993 zasiadał w stanowym Senacie (do 1998 roku równolegle z pełnieniem funkcji burmistrza). W 1997 kandydował po raz pierwszy na gubernatora New Jersey, przegrał jednak z republikanką Christine Todd Whitman (stosunkiem głosów 46–47%); wygrał kolejne wybory na gubernatora w 2001 z Markiem Earleyiem (stosunek głosów 56,4% do 41,7%).
W sierpniu 2004 złożył rezygnację z funkcji gubernatora New Jersey po ujawnieniu skandalu miłosnego z zatrudnionym ochroniarzem Golanem Cipelem. Jest pierwszym gubernatorem w USA, który otwarcie przyznał się do orientacji homoseksualnej. Rezygnacja weszła w życie 15 listopada 2004, tymczasowym gubernatorem New Jersey został Richard Codey.